# Journal of Graph Theory
La revue scientifique Journal of Graph Theory est un périodique mathématique spécialisé dans la publication d'articles scientifiques en théorie des graphes et ses domaines connexes, notamment des résultats structurels sur les graphes, et des algorithmes sur les graphes avec un accent théorique, et l'optimisation discrète sur les graphes discrete optimization.
La revue couvre également des domaines voisins en combinatoire et l'interaction entre la théorie des graphes et d'autres disciplines mathématiques. Les articles proposé sont évalués par les pairs.

## Historique
La revue est publiée par la maison John Wiley & Sons. Le journal a été fondé en 1977 par Frank Harary. Les deux premiers rédacteurs en chef étaient Frank Harary et Gary Chartrand. En 2019, les rédacteurs en chef sont Paul Seymour (Université de Princeton) et Carsten Thomassen (Université technique du Danemark), secondés par Maria Chudnovsky, Genghua Fan, Agelos Georgakopoulos et Pavol Hell .

## Indexation
Les articles du journal sont résumés et indexés par
Current Contents,
Journal Citation Reports,
Mathematical Reviews,
Science Citation Index,
Scopus, DBLP et Zentralblatt MATH. D'après le Journal Citation Reports, le facteur d'impact est 0,626 en 2012 . Sur la page de la revue, le facteur d'impact est 0,685.